# Regola dei tre secondi

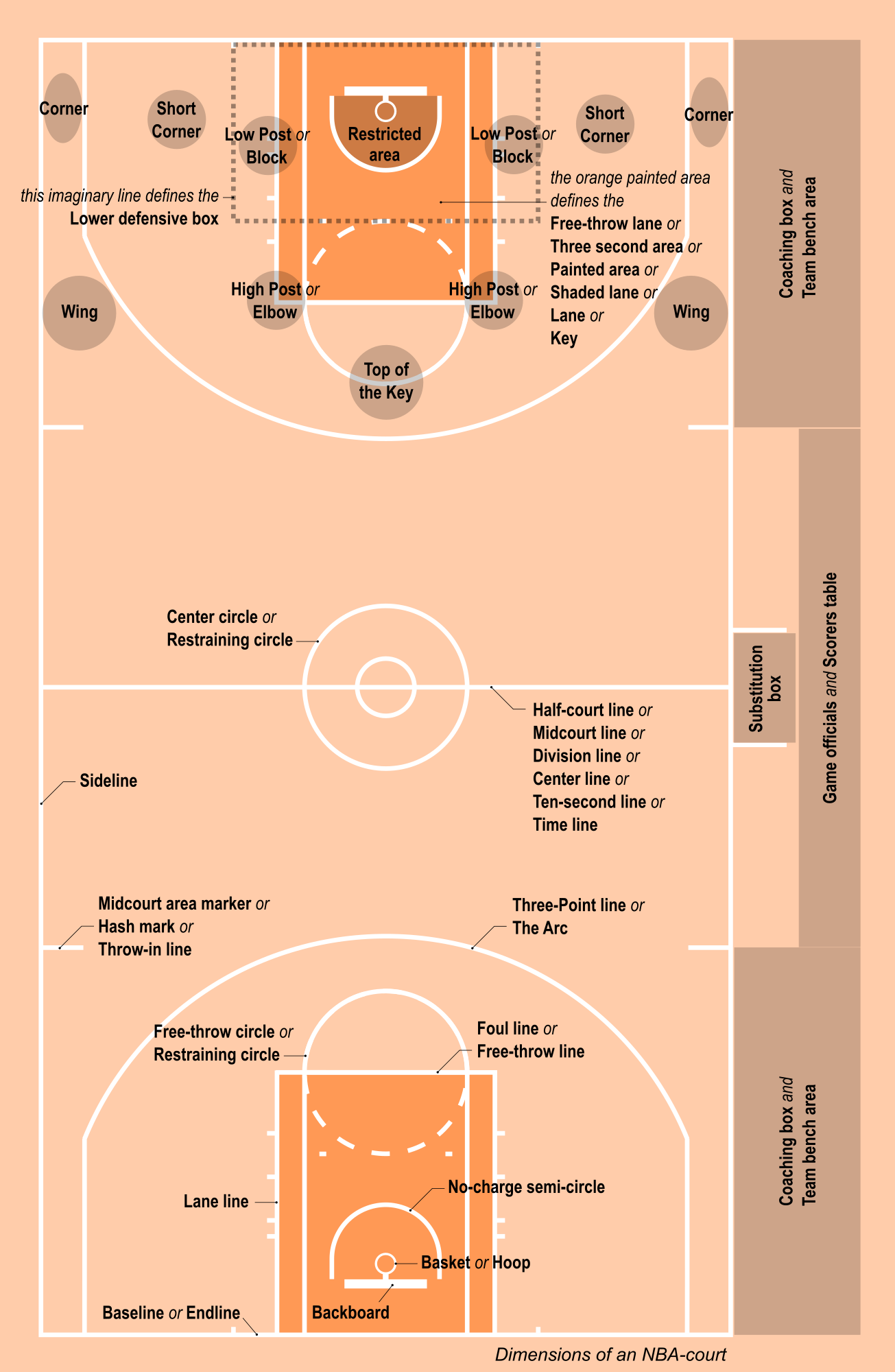
Schema che mostra la Regola dei tre secondi

La regola dei tre secondi richiede che nel basket, un giocatore non rimanga nell'area riservata degli avversari per più di tre secondi consecutivi mentre la squadra del giocatore ha il controllo di una palla viva nella zona d'attacco e il cronometro di gioco è attivo. Il conto alla rovescia inizia quando un piede entra nell'area riservata e si ripristina quando entrambi i piedi lasciano l'area.
La regola dei tre secondi fu introdotta nel 1936 e fu espressa come tale: "nessun giocatore offensivo, con o senza palla, può rimanere nell'area dei tre secondi, per tre secondi o più.
La regola dei tre secondi è nata in parte a seguito di una partita al Madison Square Garden tra l'Università del Kentucky e l'Università di New York nel 1935, vinta da New York per 23-22, in seguito alle polemiche dell'allenatore di Kentucky Adolph Rupp con l'arbitro.

## Regole

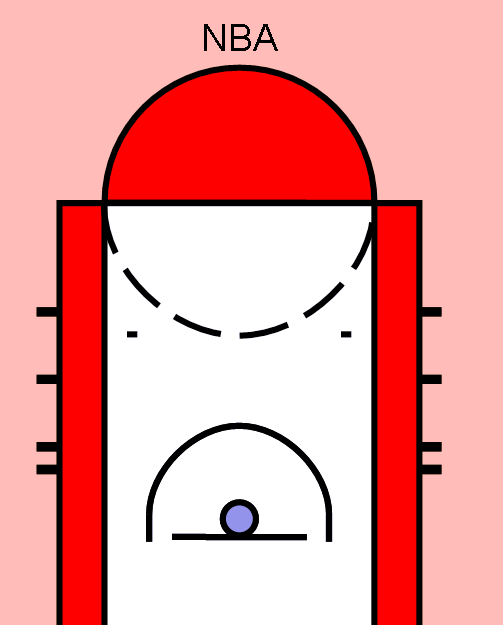
La parte bianca è quella dove si applica la regola dei tre secondi.

### In attacco
La zona restrittiva è soggetta a regole specifiche: un attaccante non può rimanere lì per più di tre secondi mentre la sua squadra controlla la palla nella metà dell'avversario, restituendo la palla all'avversario. L'arbitro deve smettere di contare i tre secondi quando viene tentato un tiro a canestro mentre deve applicare una tolleranza quando un attaccante tenta di lasciare l'area.

### In difesa
Nella NBA, quest'area è anche soggetta a una regola di tre secondi per i difensori, tranne davanti al suo avversario diretto (quando il giocatore è in "posizione di difesa attiva"). È entrato in vigore nel WNBA nel 2013, questa violazione è stata penalizzata da un fallo tecnico (un tiro libero e una palla restituiti alla squadra in attacco).